# AppleScript
AppleScript is een op het Engels gebaseerde scripttaal waarmee men scripts kan schrijven om computer- en programmataken te automatiseren.
AppleScript is meer dan een macrotaal die alleen maar de vastgelegde taken uitvoert. AppleScript kan beslissingen nemen op basis van interactie met de gebruiker of door het parsen en analyseren van gegevens, documenten of gebeurtenissen. Bovendien kunnen met Mac OS X Tiger en AppleScript Studio eenvoudig krachtige Mac OS X-programma's gemaakt worden met een geavanceerde interface, volledig geschreven in AppleScript.